# Casimiro Monteiro
Casimiro Monteiro (nacido Casimiro Emérito Rosa Teles Jordão Monteiro; 28 de diciembre de 1920 - 25 de enero de 1993), también conocido como Agente Monteiro, fue un oficial de inteligencia militar de operaciones encubiertas de Goa y agente de la ley durante el régimen del Estado Novo. Llevó a cabo bombardeos y asesinatos autorizados por el estado en Portugal, Mozambique y Goa. Sus acciones se centraron principalmente contra los miembros de los movimientos independentistas que existían en el imperio colonial portugués.
Como agente de la PIDE, Monteiro torturó a indios en Goa (por ejemplo, Mohan Ranade, un inmigrante ilegal marathi que había cometido múltiples robos a mano armada y también asesinado a un policía de Goa llamado Custodio Fernandes) que exigían la unión de los territorios de la India portuguesa con la India recientemente independiente. Se cree que Monteiro llevó a cabo los asesinatos de alto perfil de Humberto Delgado y Eduardo Mondlane.
Después de la Revolución de los Claveles en 1974, Monteiro perdió su trabajo y su inmunidad judicial. Recibió asilo político en Sudáfrica y vivió allí en la pobreza y en la oscuridad hasta su muerte.

## Primeros años
Monteiro nació en la Goa portuguesa, de padre portugués blanco y madre goana nativa, una aguadeira de la ciudad de Ponda. Vivió en Portugal durante algún tiempo antes de unirse al ejército del general Franco en la Guerra Civil Española.
Después de la guerra, Monteiro se mudó al Reino Unido, donde trabajó para un carnicero con cuya hija se casó y tuvo un hijo; aunque los abandonó después de la Revolución de los Claveles cuando perdió la protección de la ahora derrocada dictadura de Salazar y se vio obligado a huir para evitar el enjuiciamiento y la extradición a la India.

## Goa - Era colonial portuguesa
En la década de 1950, Monteiro se unió a la Policía Colonial Portuguesa en Goa, donde interrogó a los activistas del movimiento de liberación de Goa. Gran parte de la brutal tortura durante los interrogatorios tuvo lugar en la comisaría de policía de Valpoi y, finalmente, Monteiro se volvió infame y temido en toda la India portuguesa; en los últimos años del dominio portugués en la Indiahabía incluso varias canciones teatrales locales del temido Agente Monteiro.

## Agente de la PIDE
Después de la anexión de Goa por parte del ejército indio en 1961, Monteiro fue reclutado por la Polícia Internacional e de Defesa do Estado (PIDE), el temido Servicio Secreto portugués. Inicialmente, participó en una campaña para organizar una resistencia antiindígena entre los habitantes de Goa cuyo nombre en código era Plan Gralha. Los agentes de la PIDE utilizaron la Emissona Nacional, estación de radio que continuó transmitiendo después de 1961, para transmitir historias sobre la falta de cooperación de Goa con las autoridades indias. Se hicieron planes para sabotear las instalaciones portuarias de Mormugao y Bombay. En 1962 se colocó una bomba en la Escuela Municipal Vasco en marzo de 1962 y otra en otro lugar en octubre. Casimiro estuvo implicado en explosiones de bombas el 20 de junio de 1964. El gobierno portugués, en una declaración oficial ante la ONU, afirmó más tarde que los ataques fueron actos de revuelta contra el dominio indio.
En 1965 asesinó al general Humberto Delgado en España. El General Delgado fue el líder de la oposición contra el gobierno de Salazar. Monteiro, que había disparado a Delgado y estrangulado a su secretaria, fue declarado culpable por los tribunales españoles y condenado a 19 años in absentia.
A fines de la década de 1960, Monteiro fue al Mozambique portugués (como agente de la PIDE) para luchar contra el Frente de Liberación de Mozambique (FRELIMO), un movimiento que lucha por la independencia contra el gobierno portugués reconocido internacionalmente. La mayoría de los combatientes del FRELIMO tenían su base en Tanzania. Monteiro cruzó a Tanzania y usando un paquete bomba asesinó a Eduardo Mondlane, el líder fundador de FRELIMO.

## Vida posterior
Regresó a Portugal, pero tras la Revolución de los Claveles de 1974, que derrocó al Estado Novo, Monteiro se refugió en la Embajada de Sudáfrica. Más tarde se mudó a Sudáfrica, donde pasó el resto de su vida bajo el alias "José Fernandez". Casi ciego y desamparado (ayudado por la policía sudafricana), murió en 1993 en Richards Bay, Sudáfrica.